# Mikhail Simonov
Mikhail Petrovich Simonov (en ruso, Михаи́л Петро́вич Си́монов; Rostov-on-Don, 19 de octubre de 1929 – 4 de marzo de 2011) fue un diseñador de aviación ruso, famoso por la creación del bombardero Sukhoi Su-27, la respuesta soviética del F-15 Eagle estadounidense. 
Se convirtió en ingeniero de la aviación en la década de los 50 y se unió a la Sukhoi como ayudante del diseñador en jefe en 1970. En su tiempo dentro de Sukhoi, desarrolló el bombardero Sukhoi Su-24 y el Sukhoi Su-25, así como también el Su-27. Fue viceministro de industrias aeronáuticas de la Unión Soviética de 1979 a 1983.
Después de la disolución de la Unión Soviética en 1991, Simonov coordinó la venta del Su-27 a gobiernos extranjeros, proporcionando una moneda fuerte muy necesaria para el gobierno ruso. En reconocimiento por sus logros, fue nombrado Héroe de la Federación de Rusia en 1999.